# Petrus Gonsalvus
Petrus Gonsalvus, Petrus Consalvus lub Pedro Gonzalez (ur. w 1537 na Teneryfie, zm. w 1618, w Capodimonte) – cierpiał na niezwykle rzadką chorobę genetyczną – hipertrichozę, potocznie zwaną syndromem wilkołaka. Jego życie na dworach we Włoszech i Francji zostało dobrze opisane w kronikach. 

## Życiorys
Petrus Gonsalvus w wieku dziesięciu lat został sprowadzony na dwór francuskiego króla, Henryka II Walezjusza i tam spędził kilka lat swojego życia. Umieszczono go w lochu i poddawano różnym badaniom. Król uznał po jakimś czasie, że stworzenie nie stanowi żadnego zagrożenia i postanowił go wychować, jak normalnego chłopca. Nauczono go mówić w trzech językach, pisać i czytać. 
Po śmierci Henryka II Walezjusza opiekę nad Gonsalvusem przejęła jego żona, Katarzyna Medycejska, która ożeniła go z córką sługi, Kathariną Raffelin, z którą miał siedmioro dzieci. Czworo z nich urodziło się z hipertrichozą. Raffelin zmarła w 1623. 
W 1580 Gonsalvus został wysłany do Włoch, na dwór Małgorzaty Parmeńskiej, regentki Niderlandów i tam spędził ze swoją rodziną dziesięć lat. Później Gonsalvus został podarowany księciu Parmy, Aleksandrowi Farnese.
Ostatnia wzmianka o Petrusie Gonsalvusie pochodzi z 1617 i zawiera informacje na temat chrztu jego wnuka.
Podobno na podstawie historii Petrusa Gonsalvusa i jego żony, Kathariny powstała bajka „Piękna i Bestia”.
Zmarł w 1618 w Capodimonte niedaleko Rzymu.

## Rodzina[1]
- Katharina Raffelin (zm. 1623) – żona;
  - Paolo Gonsalvus – syn;
  - Ercole Gonsalvus – syn;
  - Francesca Gonsalvus – córka;

Dzieci z hipertrichozą (zespołem wilkołaka)
- Maddalena Gonsalvus – córka;
  - Tognina (Antonietta) Gonsalvus – córka;
  - Henry (Enrico) Gonsalvus – syn;
  - Orazio Gonsalvus – syn.

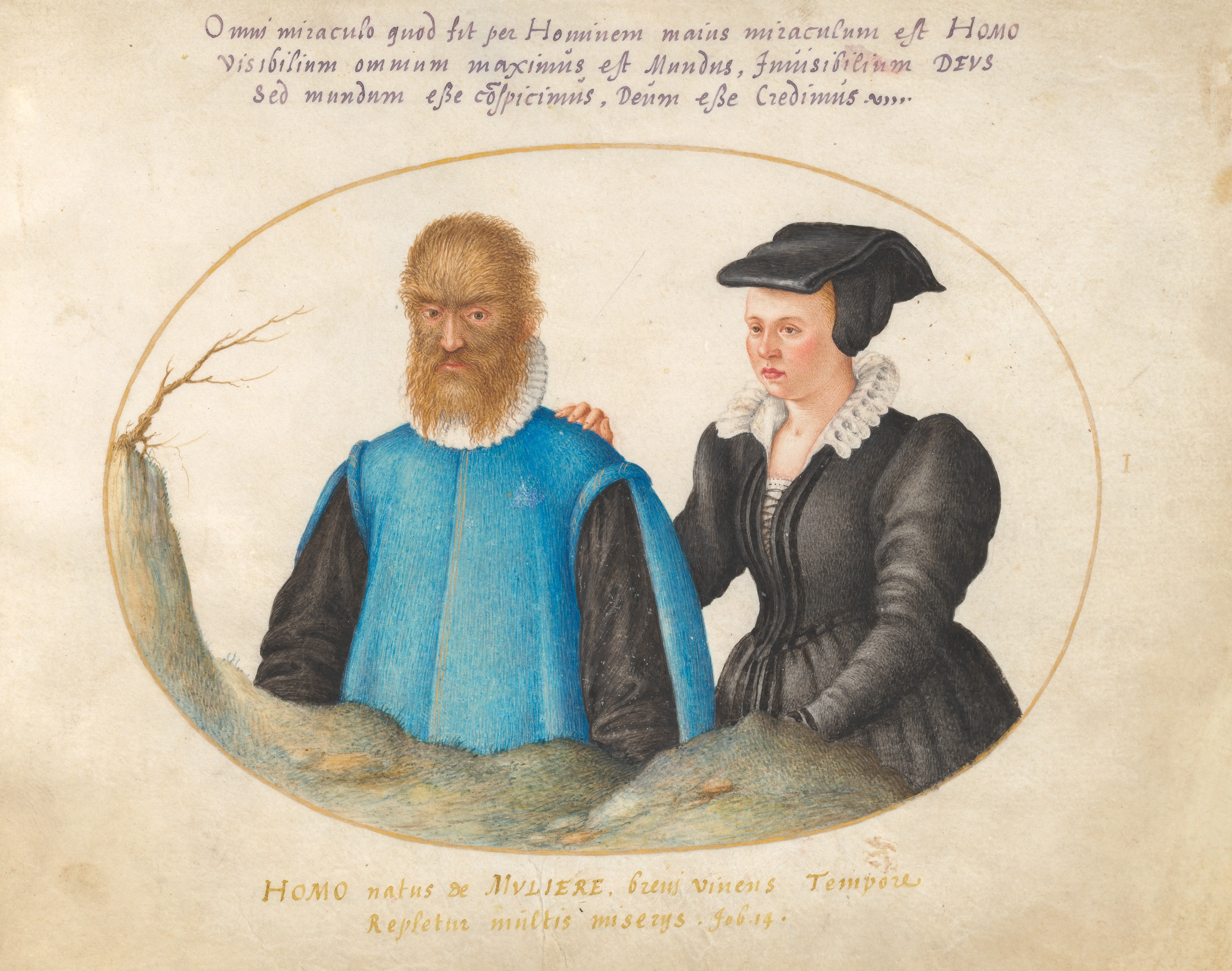
Katharina Raffelin ze swoim mężem Petrusem Gonsalvusem autorstwa Joris Hoefnagel
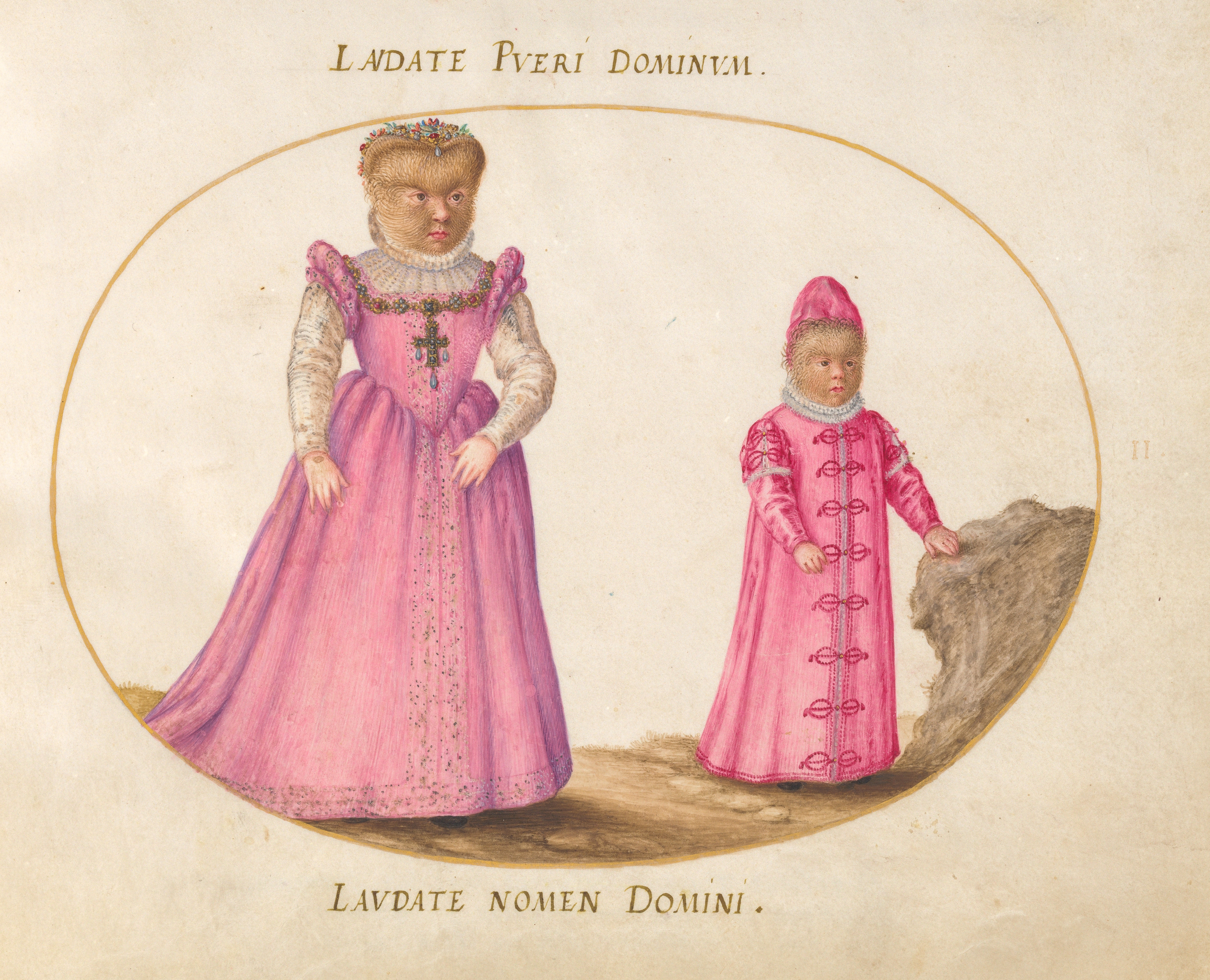
Dzieci Petrusa Gonsalvusa autorstwa Joris Hoefnagel
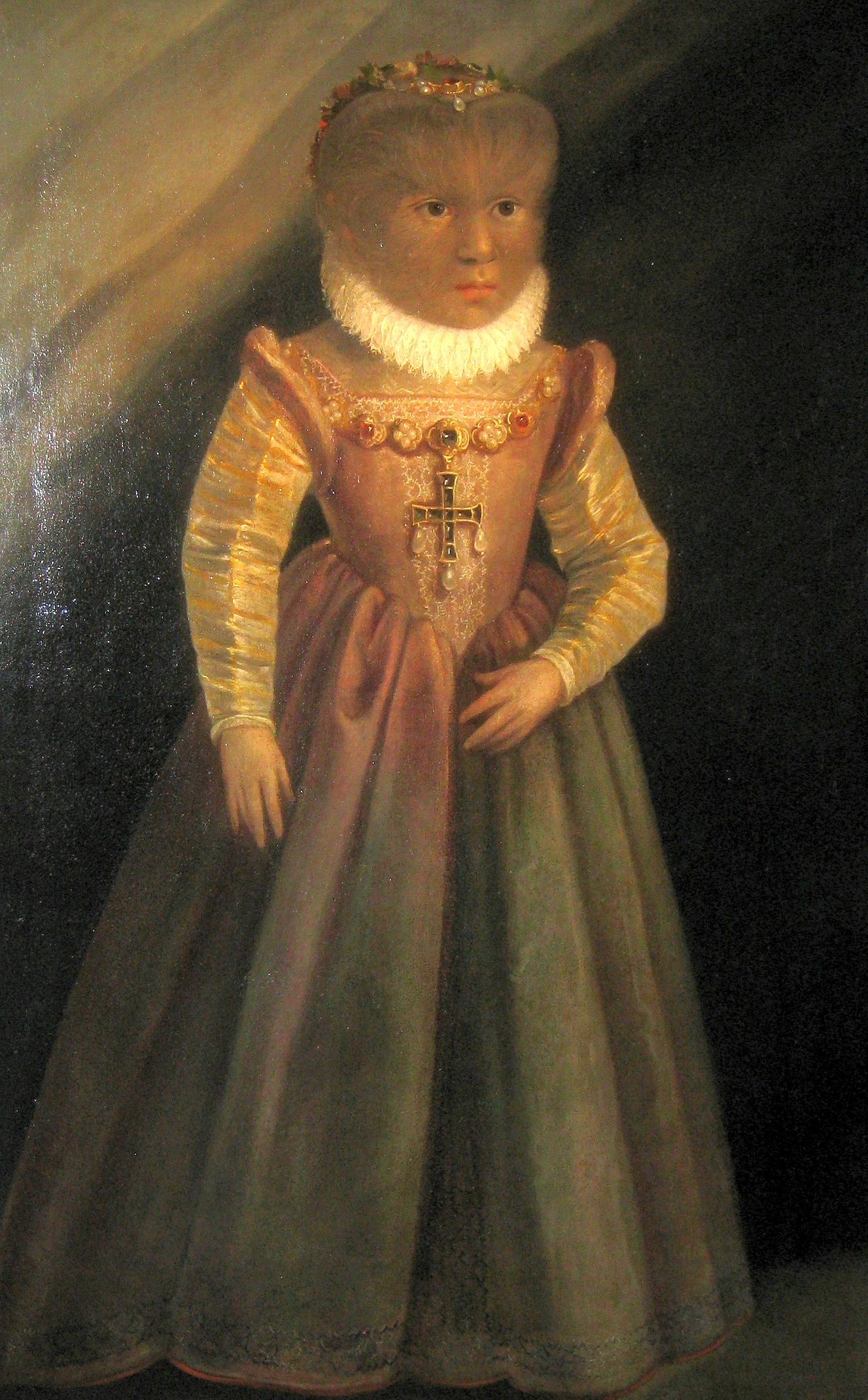
Portret Madelene Gonsalvas (1580)
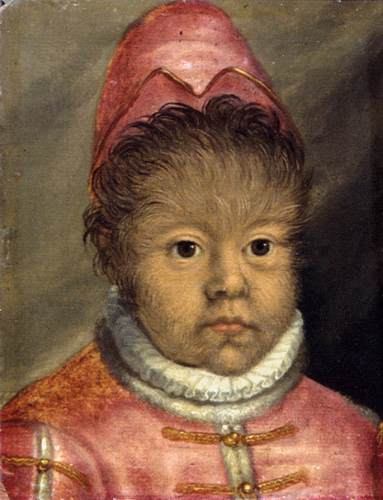
Henry Gonsalvus
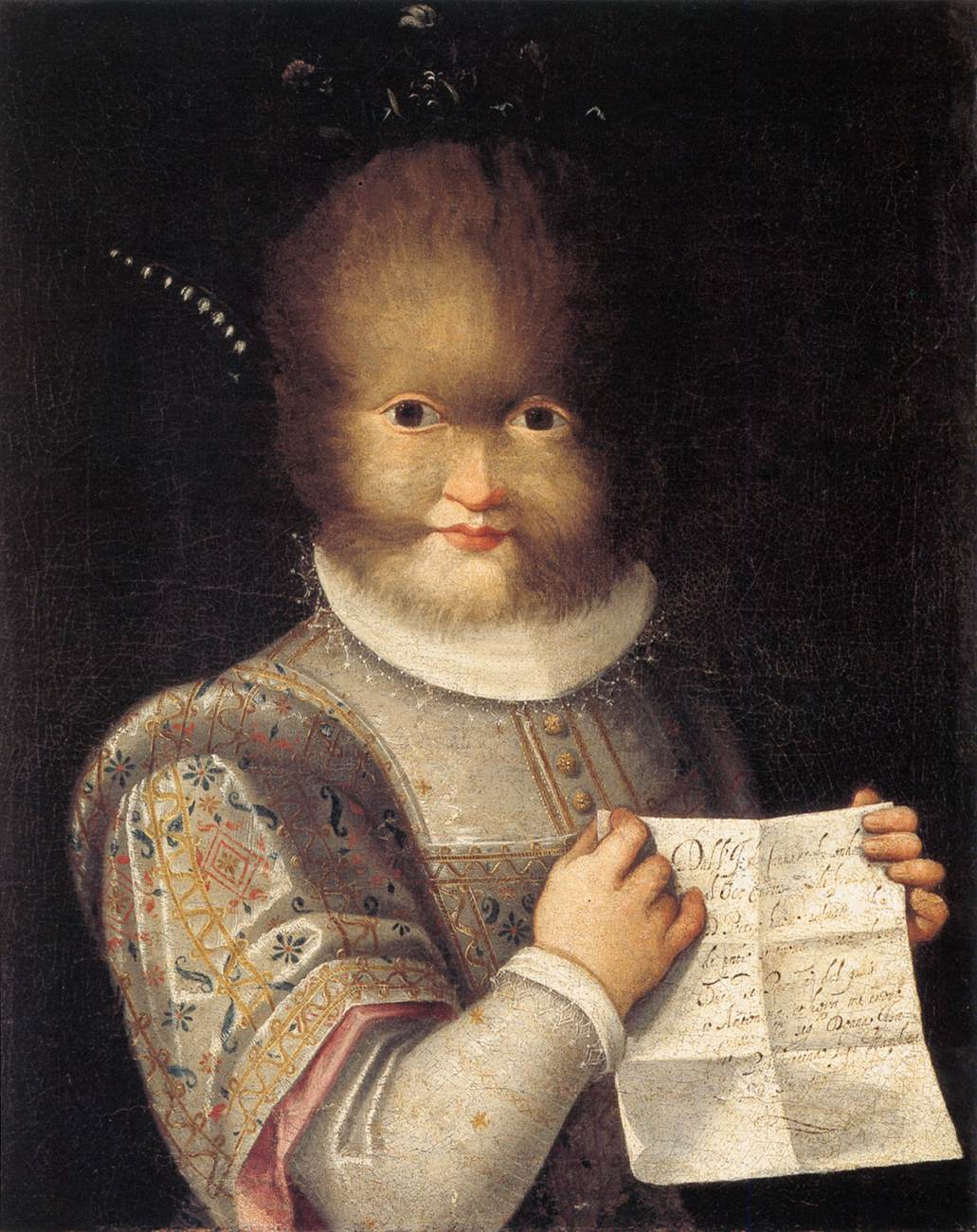
Portret Antonietty Gonsalvus (ok. 1595), córki Petrusa Gonsalvusa autorstwa Lavinii Fontany,